# Rolf Dannenbring
Rolf Dannenbring (* 9. Dezember 1924 in Bremen; † 26. Januar 1998 in Pretoria, Südafrika) war ein deutscher Rechtswissenschaftler, Rechtshistoriker und Hochschullehrer.

## Leben
Dannenbring besuchte in Bremen das Gymnasium, bevor er im Oktober 1942 zum Kriegsdienst eingezogen und in der Folge im Russlandfeldzug zweimal verwundet wurde. Direkt nach Kriegsende kehrte er nach Bremen zurück und bestand im April 1946 sein Abitur. Im selben Jahr nahm er an der Universität Würzburg das Studium der Rechtswissenschaften auf, wechselte bald an die Universität Freiburg und legte schließlich 1950 an der Universität Kiel sein Erstes Juristisches Staatsexamen ab. Anschließend arbeitete er an der Kieler juristischen Fakultät als Fakultätsassistent und leistete gleichzeitig sein Referendariat ab, das er 1954 mit dem Zweiten Staatsexamen beendete. Im August 1953 promovierte Dannenbring unter Betreuung von Arthur Philipp Nikisch mit einer Arbeit über die amerikanische Handelsschiedsgerichtsbarkeit. Ab 1955 arbeitete er als Rechtsanwalt in Bremen.
1959 wanderte Dannenbring mit seiner Familie nach Südafrika aus. Dort arbeitete er zunächst als Lehrer in einer deutschen Schule und als Bibliothekar. In Pretoria studierte er nochmals Rechtswissenschaften und schloss 1961 mit dem Bachelor of Laws ab. 1962 wurde er als Barrister zugelassen und wirkte an der Universität von Südafrika zunächst als Dozent, später als senior lecturer und ab 1970 schließlich als ordentlicher Professor für Römisches Recht. 1985 wurde er vorzeitig emeritiert.
Bekannt wurde Dannenbring vor allem als Übersetzer von Max Kasers Lehrbuch zum Römischen Recht ins Englische. Selbst publizierte Dannenbring Beiträge zum Römischen Recht in Englisch und Afrikaans. Darüber hinaus fungierte er als Bindeglied zwischen beiden Rechtsordnungen, indem er in Deutschland und Europa über das südafrikanische Recht referierte und in Südafrika Vorträge über das deutsche Verfassungsrecht und die deutsche Juristenausbildung hielt.
Dannenbring war verheiratet, Vater von zwei Töchtern und der Bruder des Diplomaten Fredo Dannenbring. Sein Enkel ist der Organist und Dirigent Marius Beckmann.

## Werke (Auswahl)
- Amerikanische Handelsschiedsgerichtsbarkeit in der American Arbitration Association unter Berücksichtigung des Schiedsrechtes der Vereinigten Staaten von Amerika. Universitätsverlag, Kiel 1953 (Dissertation).
- The Classification of law books in the University of South Africa Library. Verlag der Universität von Südafrika, Pretoria 1965.
- Roman Private Law. 4. Auflage. Verlag der Universität von Südafrika, Pretoria 1984 (Übersetzung des von Max Kaser in deutscher Sprache verfassten Lehrbuchs).